# Sūteh Kosh
Sūteh Kosh (persiska: سوته كش, سُّتِه كُش) är en ort i Iran.   Den ligger i provinsen Qazvin, i den nordvästra delen av landet, 150 km nordväst om huvudstaden Teheran. Sūteh Kosh ligger 1 802 meter över havet och antalet invånare är 168.
Terrängen runt Sūteh Kosh är kuperad åt sydväst, men åt nordost är den bergig. Runt Sūteh Kosh är det ganska tätbefolkat, med 108 invånare per kvadratkilometer. Närmaste större samhälle är Ālūlak, 9,6 km sydväst om Sūteh Kosh. Trakten runt Sūteh Kosh består i huvudsak av gräsmarker.